# 채널A 뉴스뱅크
《채널A 뉴스뱅크》는 대한민국에서 일요일 오후 4시 20분에 텔레비전으로 방송했던 채널A의 일요일 오후 뉴스 프로그램이다.

## 방송 시간
- 2016년 현재 : 일요일 오후 4시 20분 ~ 5시 40분

## 채널A의 다른 뉴스 프로그램
- 채널A 아침뉴스
- 채널A 뉴스특보
- 채널A 뉴스특급
- 채널A 뉴스 TOP 10
- 채널A 종합뉴스
- 채널A 뉴스 스테이션

## 지상파 경쟁 프로그램
- 해피선데이
  - 슈퍼맨이 돌아왔다 (KBS 2TV) (1부 프로그램)
- 일밤
  - 미스터리 음악쇼: 복면가왕 (MBC) (1부 프로그램)
- 일요일이 좋다
  - 꽃놀이패 (SBS) (1부 프로그램)